# Setophaga vitellina
La reinita de las Caimán o chipe vitellino (Setophaga vitellina), es una especie de ave paseriforme de la familia Parulidae. Es nativa de Islas Caimán y las Islas del Cisne en Honduras. Habita en bosques secos, matorrales y zonas urbanas. Es cada vez es más raro debido a la pérdida de hábitat.

## Subespecies
Se reconocen tres subespecies:
- Setophaga vitellina crawfordi (Nicoll, 1904)
- Setophaga vitellina nelsoni (Bangs, 1919)
- Setophaga vitellina vitellina (Cory, 1886)